# Aplidium cyclophorum
Aplidium cyclophorum is een zakpijpensoort uit de familie van de Polyclinidae. De wetenschappelijke naam van de soort is voor het eerst geldig gepubliceerd in 2001 door Monniot & Monniot.